# Prolacertoides
Prolacertoides is een geslacht van uitgestorven archosauromorfe reptielen uit het Vroeg-Trias van China, waarvan de typesoort Prolacertoides jimusarensis is. Prolacertoides betekent 'gelijkend op Prolacerta', verwijzend naar Prolacerta, een ander geslacht van archosauromorfen waarvan men dacht dat Prolacertoides er nauw verwant aan was. Prolacertoides is bekend van de enkele gedeeltelijke schedel IVPP V3233, die werd ontdekt in Xinjiang in het noordwesten van China. De vindplaats van zijn ontdekking behoort tot de Cangfanggou-groep van de Jiucaiyuan-formatie, die dateert uit het Indien van het zeer vroege Trias.

## Beschrijving
IVPP V3233 is een gedeeltelijk afgeplatte en onvolledige schedel, waarbij sommige botten goed bewaard zijn gebleven en andere zwaar beschadigd zijn. De snuit loopt taps toe en mist fenestrae antorbitales. De voorste bovenrand van elk bovenkaaksbeen is bolvormig, in tegenstelling tot de holle rand van andere basale archosauromorfen. De opgaande tak van elk bovenkaaksbeen is lang en van voor naar achter breed en reikt tot de rand van het schedeldak. De voorste tak van elk jukbeen is lang en dun en vormt de onderrand van de oogkas, in tegenstelling tot basale sauriërs. Een matig aantal maxillaire tanden (ongeveer negentien) is aanwezig, maar de tandenrij reikt niet zo ver terug als de oogkassen. De tanden zelf zijn recht, conisch en hebben geen vertanding, waarbij alleen de achterste tanden licht zijn afgeplat. De neusgaten zijn lang en liggen aan de rand van de snuit. Elk neusbeen verwijdt zich naar de achterkant van de schedel en vormt een anterolateraal georiënteerde beennaad met het prefrontale. Elk traanbeen is breed en spleetachtig, terwijl de prefrontalia een groot deel van de botwand vormen, eigenschappen vergelijkbaar met die van Prolacerta. Elke prefrontale is bovenop glad en bol, heeft een grote laterale put en een driehoekige binnenste tak die de nasale-frontale beennaad inkeept. Deze inkeping wordt ook gevonden bij Trilophosaurus en Gephyrosaurus. In tegenstelling tot Prolacerta en basale archosauriformen, is er uitgebreid contact tussen de pterygoïden. De pterygoïden en verhemeltebeenderen waren blijkbaar tandeloos, hoewel deze situatie te wijten kan zijn aan slechte conservatie. De punt van elk ectopterygoïde verbreed zich tot een waaiervormige structuur en de fenestra suborbitalis is erg kort.

## Classificatie
Prolacertoides werd benoemd in 1973 en ingedeeld in de familie Prolacertidae. De eerste fylogenetische analyses met Prolacertoides (gepubliceerd in 1988 en 1997) vonden dat het nauwer verwant was aan de archosauromorfe Trilophosaurus uit het Laat-Trias dan prolacertiden. Een andere analyse die in 1997 werd gepubliceerd, omvatte Prolacertoides, maar de verwantschappen met andere archosauromorfen konden niet worden opgelost omdat er maar weinig onderscheidende anatomische kenmerken bekend zijn. De exacte verwantschappen van Prolacertoides werden in 2007 nog als onbekend beschouwd.
Prolacertoides werd herbeschreven in een studie uit 2016 van archosauromorfe en archosauriforme systematiek. De studie omvatte ook een reeks fylogenetische analyses in een poging om de classificatie van bepaalde archosauromorfen te verduidelijken. De grote hoeveelheid ontbrekende gegevens voor Prolacertoides dwong het echter uit te sluiten van de meeste analyses, die zich richtten op meer complete taxa. De fylogenetische analyses die Prolacertoides omvatten, vonden dat het een archosauromorf was die een polytomie vormde met Allokotosauria, Tanystropheidae en Jesairosaurus. In meer nauwkeurige analyses die onvolledige of problematische taxa zoals Prolacertoides uitsluiten, werd deze polytomie opgelost, waarbij Allokotosauria een clade vormde met meer geavanceerde archosauromorfen (zoals rhynchosauriërs en archosauriformen), en Tanystropheidae een meer basale clade vormde met Jesairosaurus. Vanwege het weglaten van deze meer specifieke analyses, is het onduidelijk of Prolacertoides dichter bij Allokotosauria of de Tanystropheidae-Jesairosaurus-clade staat. Niettemin werd Prolacertoides in geen enkele analyse gevonden als een bijzonder nauwe verwant van zijn naamgenoot Prolacerta.